# G8-Gipfel in Kananaskis 2002
Der G8-Gipfel in Kananaskis (westlich von Calgary) 2002, vom 26. bis 27. Juni, war das in Kanada stattfindende 28. Gipfeltreffen der Regierungschefs der Gruppe der Acht. Das Treffen fand unter dem Vorsitz des kanadischen Premierministers Jean Chrétien statt.
Es ging dabei um den Vorsitz Russlands bei den G8, den G8-Afrika-Aktionsplan, weitere Mittel für die Kölner Entschuldungsinitiative, Bildung, Wirtschaftswachstum, Umweltschutz und nachhaltige Entwicklung, Überwindung der „digitalen Kluft“ in der Welt, Terrorismusbekämpfung, Reise- und Transportsicherheit sowie regionale Krisen.

## Teilnehmer
| Deutschland            | Gerhard Schröder   |
| Frankreich             | Jacques Chirac     |
| Italien                | Silvio Berlusconi  |
| Japan                  | Jun’ichirō Koizumi |
| Kanada                 | Jean Chrétien      |
| Vereinigte Staaten     | George W. Bush     |
| Vereinigtes Königreich | Tony Blair         |
| Russische Föderation   | Wladimir Putin     |
| Europäische Union      | Romano Prodi       |